# 里奥·埃加·阿加塔
里奥·埃加·阿加塔（1991年11月25日—），印度尼西亚男子射箭运动员，2018年亚洲运动会男子个人反曲弓铜牌得主、2022年亚洲运动会男子团体反曲弓和混合团体反曲弓铜牌得主。